# Mas del Móra
El Mas del Móra és un mas i antic hostal al terme municipal de Cabassers (el Priorat), al costat del Pont Vell sobre el riu de Montsant.

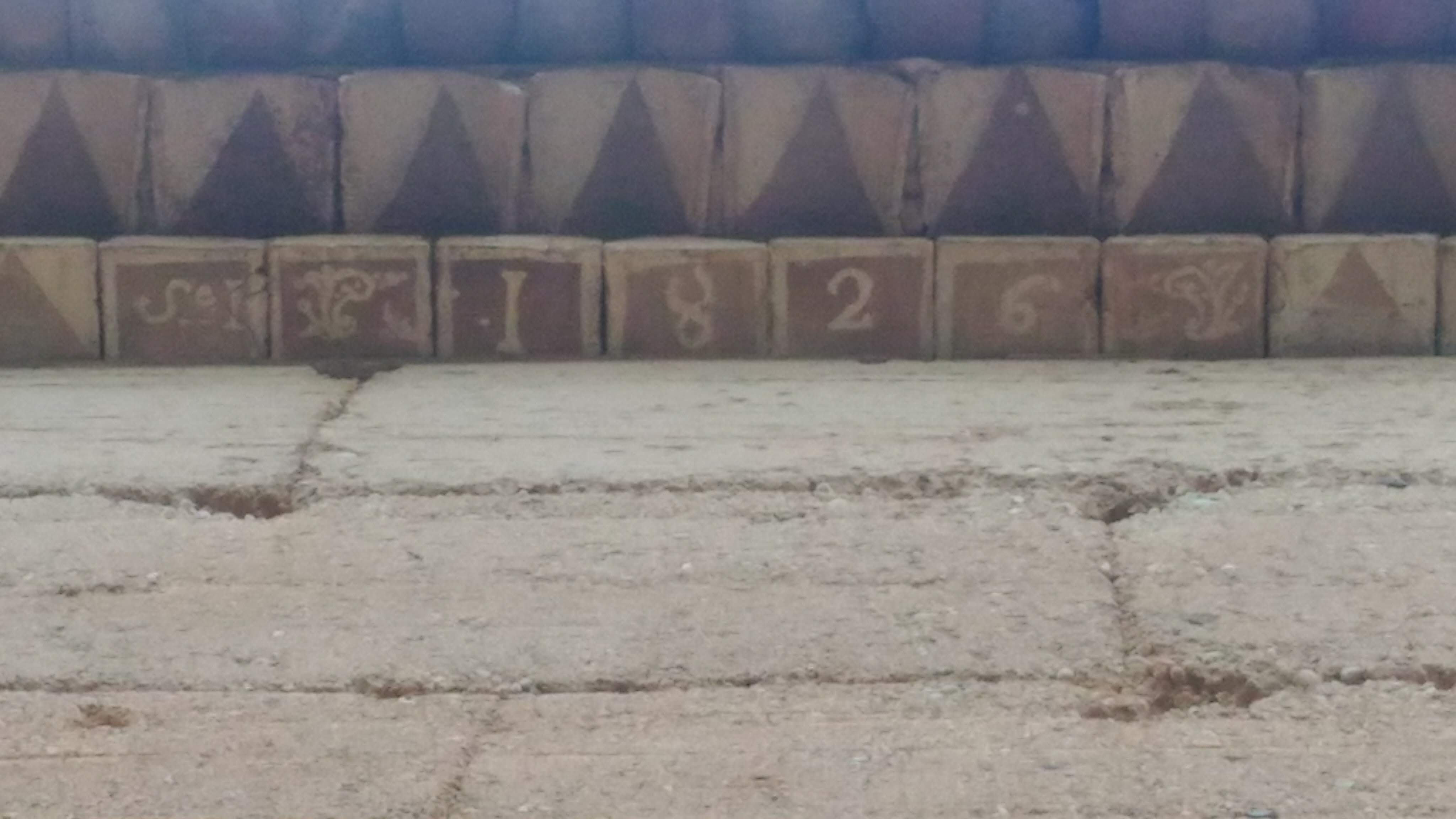
Barbacana del Mas del Móra, amb la data de construcció.

 Actualment l'edifici es troba enrunat. Té una planta de 400 m² i dos pisos. S'aixecà a sobre d'un estrat rocós, amb parets de pedra i argamassa, i tàpia a les parts superiors. La paret encarada al riu té un reforç per a poder suportar les riuades. Als baixos hi havia un estable i un corral, amb un altre corral bandívol a tocar, de 300 m² de planta. Al primer pis hi havia una llar de foc, una cuina i diverses cambres.